# Бюннинг, Эрвин
Эрвин Бюннинг (нем. Erwin Bünning; 1906—1990) — немецкий биолог. Член Академии наук ГДР, Леопольдины, Баварской академии наук и прочих научных обществ.

## Биография
С 1931 года — приват-доцент в Университете Йены, в 1938 году Бюннинг стал экстраординарным профессором в Университете Кёнигсберга, а в 1941 году — в Страсбургском университете. С 1945 года был ординарным профессором в Университете Кёльна, а с 1946 года — заведующим кафедрой и директором Ботанического института и ботанического сада Университета Тюбингена.
Основные научные работы Бюннинга посвящены фотопериодическим реакциям растений. Бюннинг считается первооткрывателем «внутренних часов» организмов и вместе с Юргеном Ашоффом и Колином Питендрихом основателем хронобиологии.

## Публикации
- Die Physiologie des Wachstums und der Bewegungen. 1939
- Theoretische Grundfragen der Physiologie. 1945. Weitere Auflage: 1949
- In den Wäldern Nordsumatras: Reisebuch eines Biologen. 1947
- Entwicklungs- und Bewegungsphysiologie der Pflanze. - 3. Aufl. 1953
- Die physiologische Uhr. 1958
- Die physiologische Uhr: Zeitmessung in Organismen mit ungefähr tagesperiodischen Schwingungen. - 2., verb. u. erw. Aufl. 1963
- Wilhelm Pfeffer: Apotheker, Chemiker, Botaniker, Physiologe; 1845 - 1920. 1975
- Die physiologische Uhr: circadiane Rhythmik und Biochronometrie. - 3., gründlich überarb. Aufl. 1977
- Ahead of his time: Wilhelm Pfeffer; early advances in plant biology. 1989